# Berrioplano
Berrioplano (baskijski: Berriobeiti) – gmina w Hiszpanii, w Nawarze, o powierzchni 26,03 km². W 2011 roku gmina liczyła 5971 mieszkańców.